# Montserrat Garriga Cabrero
Montserrat Garriga Cabrero (Cienfuegos, Cuba, 5 de noviembre de 1865 - Barcelona, 5 de mayo de 1956) fue una botánica española, discípula del Dr. Pius Font i Quer.

## Biografía
Su nombre de nacimiento era María Caridad del Cobre Garriga Cabrero. El hecho de haberse trasladado a Cataluña, con su familia durante los primeros años de vida, motivó posiblemente que adoptara el nombre de Montserrat.
Después de seguir un curso de botánica con el Dr. Pius Font i Quer, se convirtió en su colaboradora. Realizó la tarea metódica de herborizar diversas especies de toda Cataluña, ampliando notablemente la Sección de botánica de la Junta de Ciencias Naturales de Barcelona (en aquel entonces, embrión del actual Museo de Ciencias Naturales de Barcelona), y de esa manera se convirtió en una eminente y reconocida botánica. Participó activamente en la formación del Instituto Botánico de Barcelona, y fueron especialmente significativas las donaciones que hizo de plantas herborizadas.
Falleció en Barcelona en el año 1956.

## Honores

### Epónimos
- El Ayuntamiento de Barcelona dio su nombre a una plaza del distrito de Sant Martí, en 1998.